# Pietro Tagliavia d'Aragonia
Pietro Tagliavia d'Aragonia (Palermo, c. 1499 - ib., 21 de septiembre de 1558) fue un obispo y cardenal siciliano.
De antiguo y noble linaje siciliano, fue hijo primogénito de Gian Vicenzo Tagliavia, primer conde de Castelvetrano, y de Beatriz de Aragón, hija del barón de Àvola; fue tío abuelo del cardenal Simeone Tagliavia d'Aragonia y del virrey Carlos de Aragón y Tagliavia. Algunos autores le atribuyen la paternidad de la popular cortesana Tullia d'Aragona.
Habiendo renunciado a sus derechos de sucesión en favor de su hermano Giovanni, marqués de Terranova, entró en el estado eclesiástico; sus simpatías hispanófilas en una época en que España estaba fuertemente involucrada en las guerras italianas le hicieron ganar el apoyo del emperador Carlos V, gracias al cual ascendió en el escalafón. Fue nombrado obispo de Agrigento en 1537 y siete años después fue promovido al arzobispado de Palermo. También participó en el concilio de Trento entre dos periodos en 1545-1547 y 1551-1552.
Julio III le creó cardenal en el consistorio del 22 de diciembre de 1553, tomando el título de San Calixto en 1555. No intervino en el cónclave de abril de este mismo año en que fue elegido papa Marcelo II, pero sí en el de mayo en que fue elegido Paulo IV.
Durante un breve periodo en 1557 desempeñó también el cargo de presidente del reino de Sicilia, entre la salida del virrey Fernando de Vega en febrero y la llegada en mayo del duque de Medinaceli Juan de la Cerda y Silva. 
Fallecido en su sede en 1558, fue enterrado en la cripta de la catedral de Palermo.